# Monte Hayes
O Monte Hayes é uma montanha no Alasca, Estados Unidos. É a mais alta da parte oriental da Cordilheira do Alasca. É um pico ultraproeminente pois atinge 3501 m de proeminência topográfica. A sua altitude é de 4216 m.